# Isla Guardián Brito
Isla Guardián Brito är en ö i Chile.   Den ligger i regionen Región de Magallanes y de la Antártica Chilena, i den södra delen av landet, 2 300 km söder om huvudstaden Santiago de Chile. Arean är 243 kvadratkilometer.
Terrängen på Isla Guardián Brito är lite kuperad. Öns högsta punkt är 636 meter över havet. Den sträcker sig 26,7 kilometer i nord-sydlig riktning, och 20,7 kilometer i öst-västlig riktning.
Trakten runt Isla Guardián Brito består i huvudsak av gräsmarker.